# النقل في أوكرانيا
يشمل النقل في أوكرانيا النقل البري (الطرق والسكك الحديدية)، والمياه (البحري والنهري)، والنقل الجوي، وخطوط الأنابيب. يمثل قطاع النقل في الدولة حوالي 11% من الناتج المحلي الإجمالي للبلاد، و7% من إجمالي العمالة.

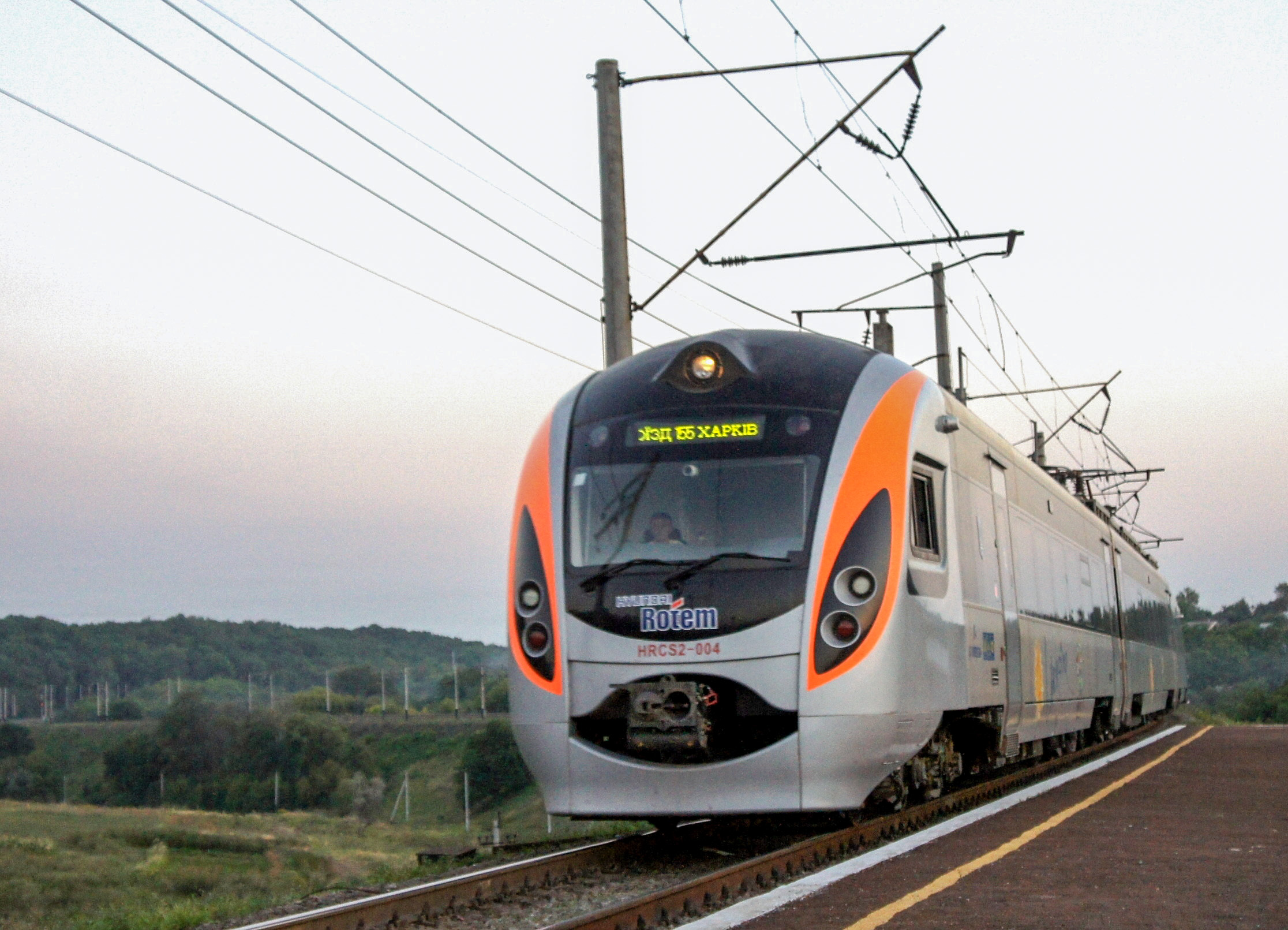
يستخدم النقل بالسكك الحديدية بكثافة في أوكرانيا

إجمالياً، تمتد الطرق المعبدة في أوكرانيا لمسافة 164,732 كيلومتر (102,360 ميل) . تمتد الطرق الرئيسية المميزة بالحرف "M" دالاً على "دولية" ( بالأوكرانية : Мизнародний ) على مستوى البلاد، وتربط جميع المدن الرئيسية في الدولة، كما توفر طرقًا عبر الحدود لجيران البلاد.
يتم توفير السفر البحري الدولي بشكل رئيسي من خلال ميناء أوديسا، حيث تبحر العبارات بانتظام إلى إسطنبول وفارنا وحيفا. أكبر شركة تعمل حاليا على هذه المسارات هي شركة Ukrferry . 

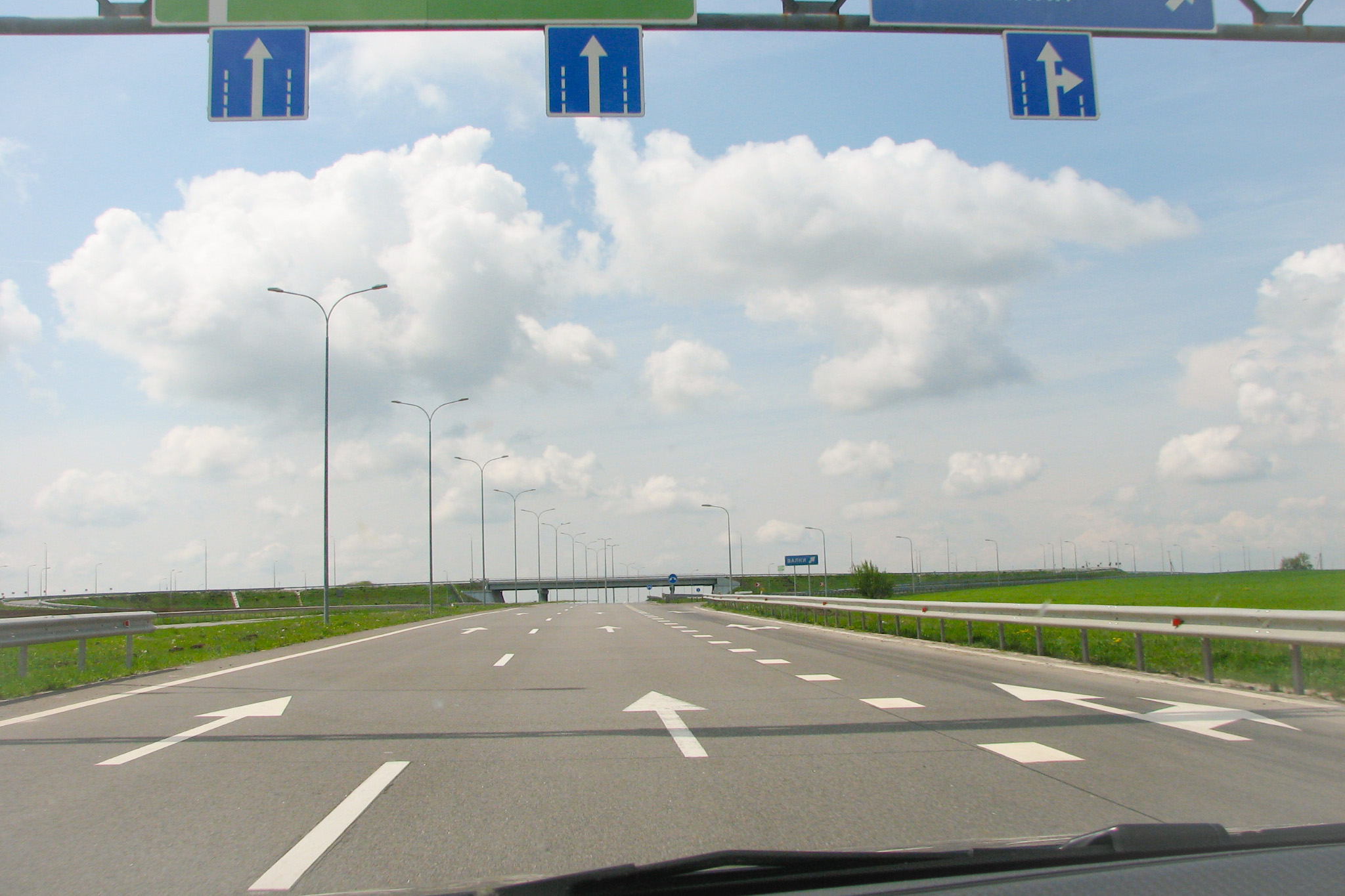
طريق خاركيف-دنيبرو السريع (M18)

يربط النقل بالسكك الحديدية في أوكرانيا جميع المناطق الحضرية الرئيسية، ومرافق الموانئ، والمراكز الصناعية مع الدول المجاورة. أثقل تجمع لخط السكك الحديدية هو منطقة دونباس في البلاد. وعلى الرغم من انخفاض نقل البضائع بالسكك الحديدية خلال التسعينيات، إلا أن أوكرانيا لا تزال واحدة من ضمن الدول الأعلى استخداماً للسكك الحديدية في العالم . 
يمتد إجمالي مسار السكك الحديدية في أوكرانيا لمسافة 22,473 كيلومتر (13,964 ميل)، منها 9,250 كيلومتر (5,750 ميل) مكهربة منذ 2000.  تسيطر الدولة على توفير النقل بالسكك الحديدية للركاب، ويتم تشغيل جميع القطارات، باستثناء الطرق الدولية التي تتعاون مع شركات أجنبية أخرى، من قبل شركة أوكرزاليزنيتسيا الحكومية.
كييف بوريسبيل هو أكبر مطار دولي في أوكرانيا. يوجد به ثلاث محطات رئيسية للركاب، وهي قاعدةالخطوط الجوية الدولية الأوكرانية الناقل الوطني للبلاد. المطارات الكبيرة الأخرى في البلاد تشمل تلك الموجودة في خاركيف، لفيف ودونيتسك (دمرت الآن). بالإضافة إلى الناقل الوطني، يوجد في أوكرانيا عدد من شركات الطيران بما في ذلك خطوط ويندروز الجوية، ودنيبروافيا، وأزور إير أوكرانيا وغيرها . خطوط أنتونوف الجوية، التابعة لمكتب أنتونوف لتصميم الفضاء الجوي، كانت المشغل الوحيد لأكبر طائرة ذات أجنحة ثابتة في العالم، الطائرة An-225 .

## اقتصاد

### البنية الأساسية للمواصلات
يلبي قطاع النقل في أوكرانيا اليوم بشكل عام الاحتياجات الأساسية للاقتصاد والسكان فقط. إن مستوى السلامة والجودة والكفاءة في نقل الركاب والبضائع، إضافة إلى مقدار استخدام الطاقة في البنية التحتية، والعبء التكنولوجي الذي تضعه على البيئة لا يتماشى مع متطلبات العصر الحديث.
ونظرًا لانخفاض مستوى الطلب، فإنه لم يتم استغلال إمكانات النقل الحالية في البلاد والموقع الجغرافي المميز بالكامل. ومن ثم، هناك تأخر في تطوير البنية التحتية للنقل، وتكنولوجيات النقل والخدمات اللوجستية. كل هذا جعل أوكرانيا غير قادرة على المنافسة، ذلك لأن ارتفاع تكاليف النقل في جميع أنحاء البلاد يجعل تكلفة الإنتاج في البلاد مرتفعة بشكل كبير.

### ممرات النقل الدولية
يسمح الموقع الجغرافي المميز لأوكرانيا بوجود عدد من ممرات النقل الدولية على أراضيها، وبجه الخصوص:
- ممرات النقل الأوروبية رقم 3، 5، 7، 9؛
- ممرات التعاون في مجال السكك الحديدية (ORC) رقم 3، 4، 5، 7، 8، 10 و
- ممرات النقل الأوروبية – القوقاز – آسيا ( TRACECA ) وأوروبا – آسيا.

### صناعة النقل
بلغت حصة قطاع النقل في الناتج المحلي الإجمالي لأوكرانيا اعتبارًا من عام 2009 11.3٪ (وفقًا لـ: غوسكومستات). ويبلغ عدد العاملين في هذا القطاع ما يقرب من 7٪ من إجمالي العمالة. تم تطوير البنية التحتية للنقل في أوكرانيا بشكل كاف، إلا أنها قديمة، وتحتاج إلى تحديث كبير. وقد لوحظت دفعة ملحوظة في التطوير الأخير للبنية التحتية لوسائل النقل في البلاد بعد فوزها باستضافة حدث كأس الأمم الأوروبية لكرة القدم 2012 .
|      | نقل طن من البضائع | كيلومترات الشحن (بالألف) | الركاب المنقولون (بالآلاف) | كيلومترات الركاب (بالألف) |
| ---- | ----------------- | ------------------------ | -------------------------- | ------------------------- |
| 2000 | 938,916.1         | 19,281,619.3             | 2,603,804.6                | 29,381,541.2              |
| 2002 | 947,263.8         | 20,593,133.1             | 3,069,136.3                | 35,812,231.1              |
| 2004 | 1,027,396.3       | 28,847,143.4             | 3,720,326.4                | 47,490,401.3              |
| 2006 | 1,167,199.6       | 40,566,469.9             | 3,987,982.2                | 53,981,705.3              |
| 2008 | 1,266,598.1       | 54,877,223.3             | 4,369,125.5                | 61,302,884.5              |

## سكة حديدية

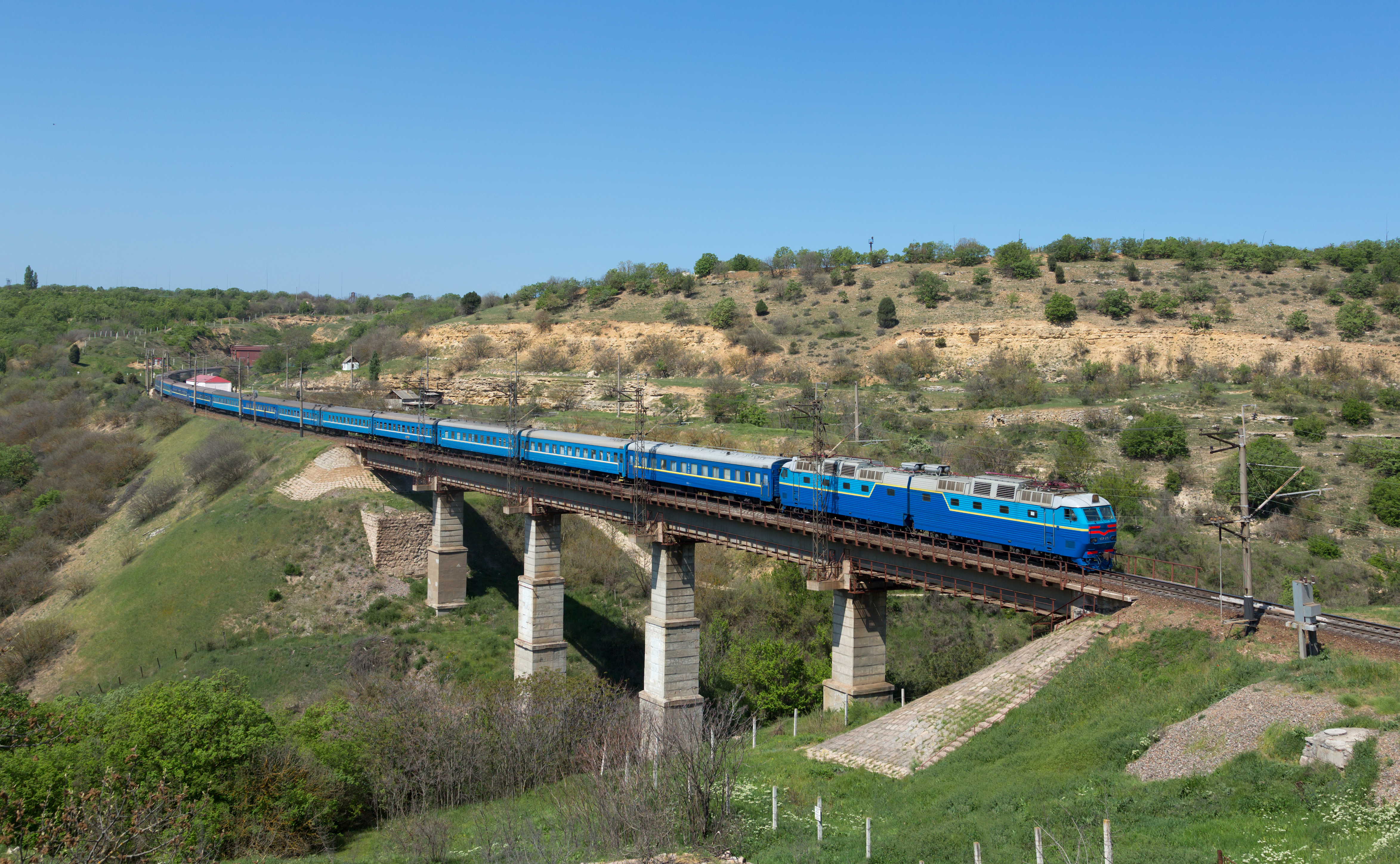
قطار نائم في منطقة القرم بأوكرانيا.

تتم إدارة السكك الحديدية في أوكرانيا من قبل شركة السكك الحديدية الحكومية أوكرزاليزنيتسيا. 

### طول الشبكة (2010)
يحتل طول شبكة السكك الحديدية أوكرانيا المرتبة الثالثة في أوروبا (21.700 كيلومتر من المسار).
- 22,000 كـم (13,670 ميل) broad gauge of 1٬520 mm (4 ft 115⁄6 in), ~10,000 كـم (6,214 ميل) electrified (3 kV DC and 25 kV AC)
- 201 كـم (125 ميل) of 1٬435 mm (4 ft 81⁄2 in) standard gauge, electrified

### روابط السكك الحديدية مع الدول المجاورة
- بيلاروسيا
- روسيا
- مولدوفا
- رومانيا ( كسر المقياس : 1٬520 mm (4 ft 115⁄6 in)